# Alter Friedhof (Weißenfels)

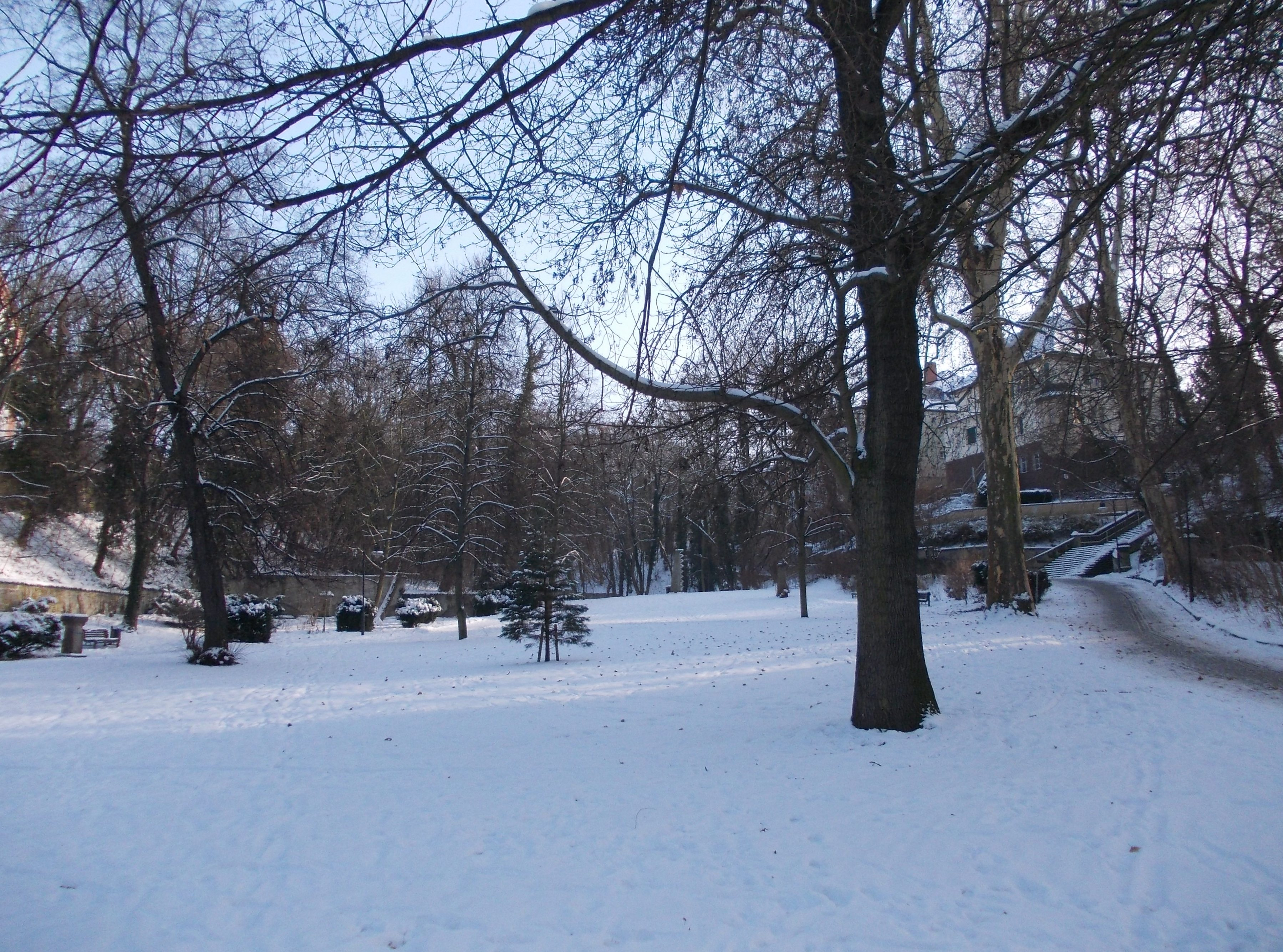
Alter Friedhof im Winter

Der Alte Friedhof oder auch Nikolaifriedhof und heutige Stadtpark von Weißenfels ist ein denkmalgeschützter Friedhof in der Stadt Weißenfels in Sachsen-Anhalt. Im örtlichen Denkmalverzeichnis ist der Alte Friedhof unter der Erfassungsnummer 094 11327 als Denkmalbereich verzeichnet. Der heutige Friedhof von Weißenfels liegt südöstlich vom Alten Friedhof.

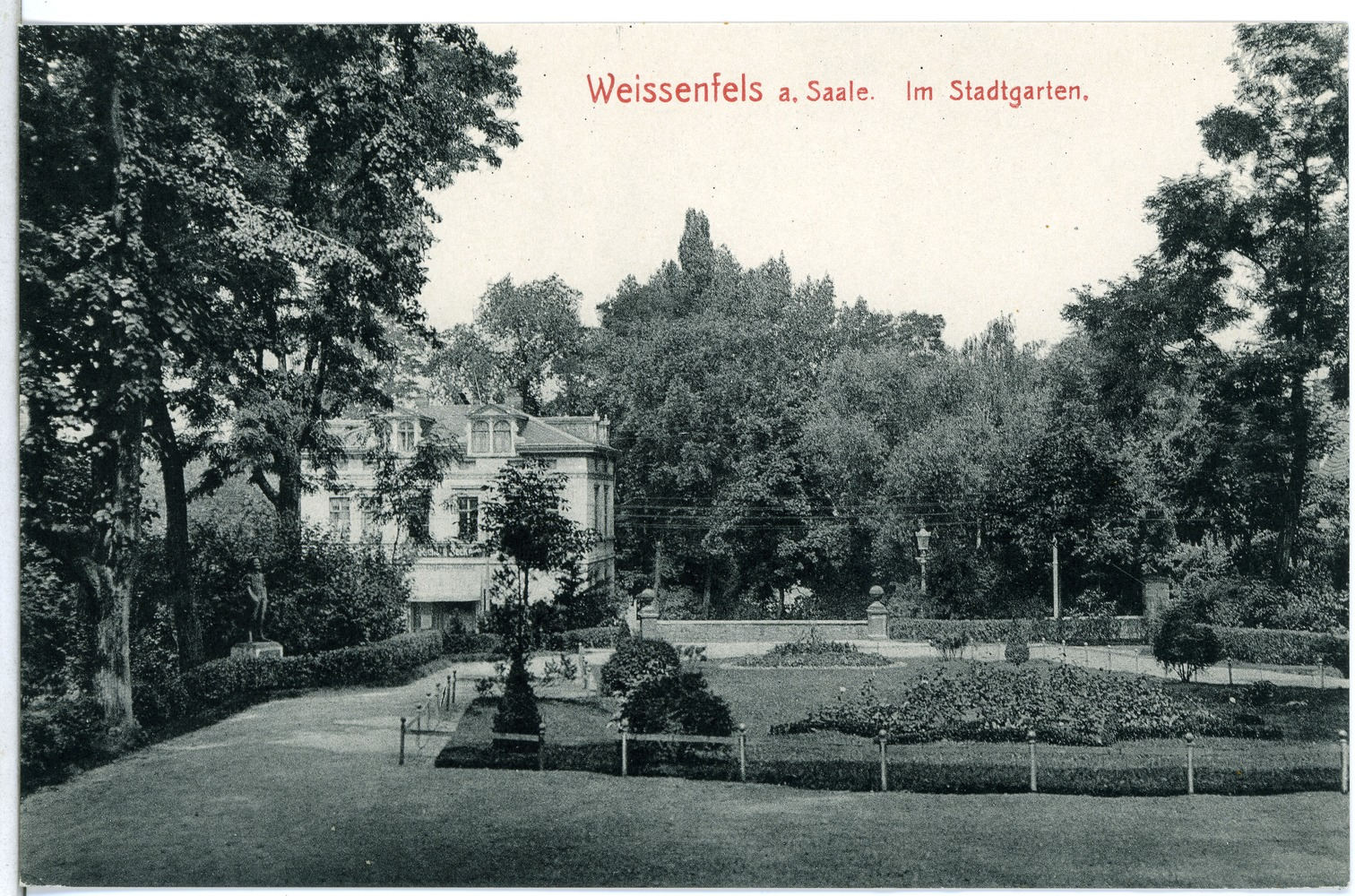
Stadtgarten, 1912

## Geschichte
Als 1520 die Pest ausbrach, starben in kurzer Zeit so viele Menschen, dass der Friedhof hinter der Marienkirche nicht mehr ausreichte. Es wurde von den Stadtvätern beschlossen, die Toten außerhalb der Stadt in dem wassergefüllten Schießgraben der 1518 gegründeten Schützengilde zu bestatten. Das Wasser wurde umgeleitet und die Fläche abgeholzt. Die nahe dem Nikolaitor befindliche Nikolaikapelle wurde zur Friedhofskapelle. Bis in das Jahr 1902 wurden hier noch Tote bestattet, danach war die Kapazität erschöpft.
Die Stadt Weißenfels überließ das Gelände dem Weißenfelser Verschönerungsverein. Dieser wandelte den Friedhof in einen Naherholungspark für die Stadtbevölkerung um. Ältere Gräber wurden oberirdisch beräumt, Bäume wurden gepflanzt und Blumenbeete angelegt. Einige Denkmäler wurden im Laufe der Zeit errichtet. Nachdem im Januar 1913 ein starkes Gewitter eine Schlammlawine auslöste und so einige Särge frei- und auch wegspülte, wurden alle Erdbegräbnisse geöffnet und auf den neuen Friedhof umgesetzt. Nur die Begräbnisstätten der Familien Nolle, Mundt und Iglisch verblieben bis heute auf dem alten Friedhofsgelände. Als letztes wurde die Literatenecke mit den Denk-/Grabmälern für Novalis und Müllner fertig gestellt. Damit endete die Arbeit des Verschönerungsvereins.
Der Stadtpark hieß, wie auf Ansichtskarten aus dieser Zeit dokumentiert, anfangs Stadtgraben bzw. Stadtgarten. Während des Dritten Reiches Hindenburgpark genannt, danach Thälmannpark bevor er seinen heutigen Namen Stadtpark erhielt.

## Pestsäule
Auf dem Pestfriedhof wurde 1535 eine Pestsäule aufgestellt. Die Pestsäule war ein auf einem Sockel stehendes Kreuz und zwei Heiligenfiguren, die dem Schutzpatron der Schützen St. Fabian Sebastian geweiht waren. Während eines Gewitters im Jahr 1768 schlug ein Blitz in das Kreuz ein. Das Kreuz wurde vollständig zerstört und der Rest der Pestsäule wurde abgerissen.

## Denkmäler

### Adolf-Müllner-Denkmal
Das Adolf-Müllner-Denkmal befindet sich im sogenannten Dichtereck des Stadtparks. Es wurde für Adolf Müllner, einem Schriftsteller, Bühnendichter und Juristen errichtet. Es ist ein kleiner Quader mit einer Inschriftentafel, auf der geschrieben steht: Adolph Müllner Geb. d. 18. Oct 1774, gest. d. 11. Juni 1829. Aufgrund der Schlichtheit des Denkmals wird angenommen, dass es sich um den ursprünglichen Grabstein handelt. Diese Annahme wird auch durch die Blätter für literarische Unterhaltung aus dem Jahr 1838 gestützt, da dieser Stein dort im Zusammenhang mit seinem Grab erwähnt wird. Damit geht die Errichtung des Steins auf 1829, dem Todesjahr von Müllner, zurück.
Ein weiteres Denkmal für Adolf Müllner befindet sich an seinem Wohn- und Sterbehaus. Des Weiteren wurde eine Straße in Weißenfels nach ihm benannt.

### Denkmal für die Opfer des Faschismus
Auf der Höhe der Nikolaistraße steht ein Stele als Denkmal an die Opfer des Faschismus; gekrönt wird sie durch eine Opferschale. Nach der deutschen Wiedervereinigung wurde die ursprüngliche Inschrift erweitert. Eine Inschrift lautet heute Weißenfelser Antifaschisten, ermordet in den Jahren 1939–1945 und Weißenfelser Opfer des Holocaust 1933–1945 sowie die Namen der Ermordeten und der Opfer. Eine weitere Inschrift beginnt an der Nordseite der Stele und verläuft gegen den Uhrzeigersinn. Sie lautet zusammengesetzt Unsterbliche Opfer – ihr sanket dahin, eine Textzeile aus dem russischen Trauermarsch Unsterbliche Opfer.

### Ehrenmal des Reserve-Infanterieregiments 66
In der Nähe des Denkmales für die Opfer des Faschismus befinden sich die Reste des Ehrenmals des Reserve-Infanterieregiments 66 des Ersten Weltkriegs. Das Reserve-Infanterieregiment 66 war in Weißenfels, Naumburg und Altenburg stationiert. Das Ehrenmal wurde von Erich Haase aus Weißenfels für die über 2.500 gefallenen Soldaten des Infanterieregiments erschaffen und am 31. Mai 1925 eingeweiht. Auf einem Sockel kniet ein Soldat; der Kopf des Soldaten ist heute nicht mehr vorhanden. Am Sockel des Ehrenmals befinden sich mehrere Gedenktafeln. Die Inschrift einer Gedenktafel lautet:
Unseren an der Westfront im

Weltkriege 1914 – 1918 gefallenen

134 Offizieren, 2472 Unteroffizieren und

Mannschaften des Reserve-Infanterie-Regiments No. 66

zum Gedächtnis.

1914 Solesnes Marne Aisne (Norvon Fontenoy)

1915 Soissons Champagne Tatinre

1916 Champagne Verdun (Saittewich) Argonnen Somme

1917 Verdun (Joseswald) Aisne Champagne

1918 Durchbruchschlacht (Lassigny) Chemin des Dames

Angriffsschlachten an der Marne und in der Champagne

Verdun Rückzugsgefechte
Bei den genannten Orten handelt es sich um die Schlachtfelder mit den höchsten Verlusten.
Eine andere Tafel trägt die Inschrift:
Den Gefallenen zur Ehre, den Lebenden zur Erinnerung, der Nachwelt zum Vorbilde.

Errichtet am 31. Mai 1925 vom Regimentsverband Kameradschaft Reserve-Infanterie-Regiment Nr. 66
Die Gedenktafeln sind mit Stahlhelmen und Eisernen Kreuzen verziert.

### Familiengrabstätte
Es existiert noch eine Grabstätte für einen im Ersten Weltkrieg gefallenen Soldaten. Dabei handelt es sich um einen Grabstein für einen Hauptmann des Infanterieregiments 156. Der Grabstein ist beschädigt und liegt neben seinem Sockel. Die Inschrift des Grabsteines lautet Dem Andenken meines teuren Sohnes… er starb den Heldentod.

### Gedenkstein an die Koalitionskriege
Auf einem kleinen Findling befindet sich die Inschrift 1813 - 1913 und Der Gott der Eisen wachsen ließ, der wollte keine Knechte aus dem Vaterlandslied. Dieser Findling wurde 1913 vom Weißenfelser Verschönerungsverein gestiftet und soll an die Koalitionskriege erinnern. Der Gedenkstein ist einer von vielen, die anlässlich des 100. Jahrestages der Völkerschlacht bei Leipzig aufgestellt wurden.

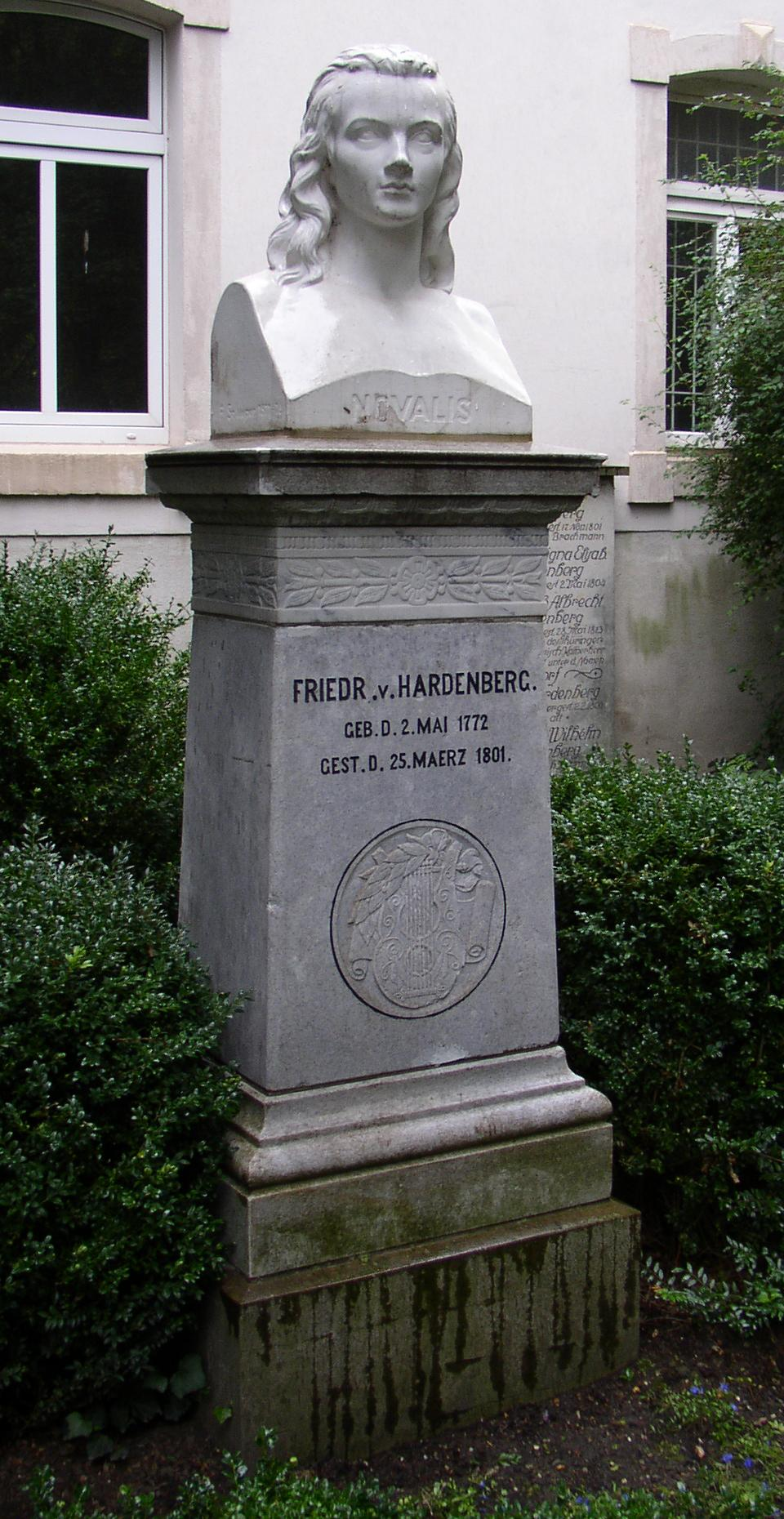
Büste von Novalis

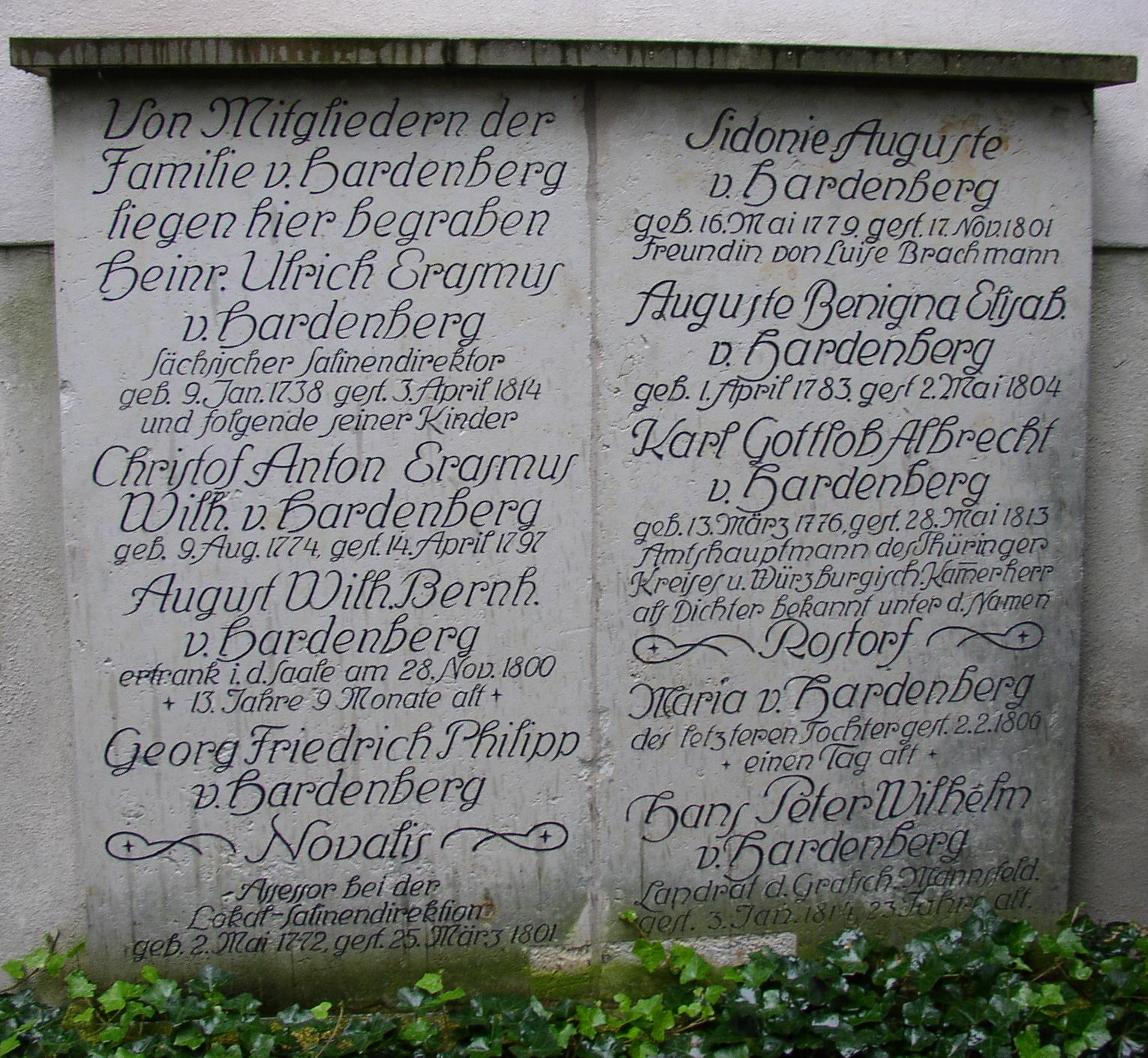
Grabstein von der Familie von Hardenberg

### Novalis-Denkmal
Das Novalis-Denkmal steht in der sogenannten Dichterecke des Stadtparks und wurde zu Ehren von Friedrich von Hardenberg, einem Schriftsteller und Philosophen, errichtet. Die Errichtung des ersten Denkmals soll 1872 an seinem 100. Geburtstag gewesen sein; es wurde durch die heutige Büste des Bildhauers Fritz Schaper im Jahre 1901 ersetzt. Hinter der Büste befindet sich der Grabstein der Familie von Novalis. Eine Gedenktafel befindet sich am ehemaligen Wohnhaus Novalis’, heute Museum und Stadtbibliothek.

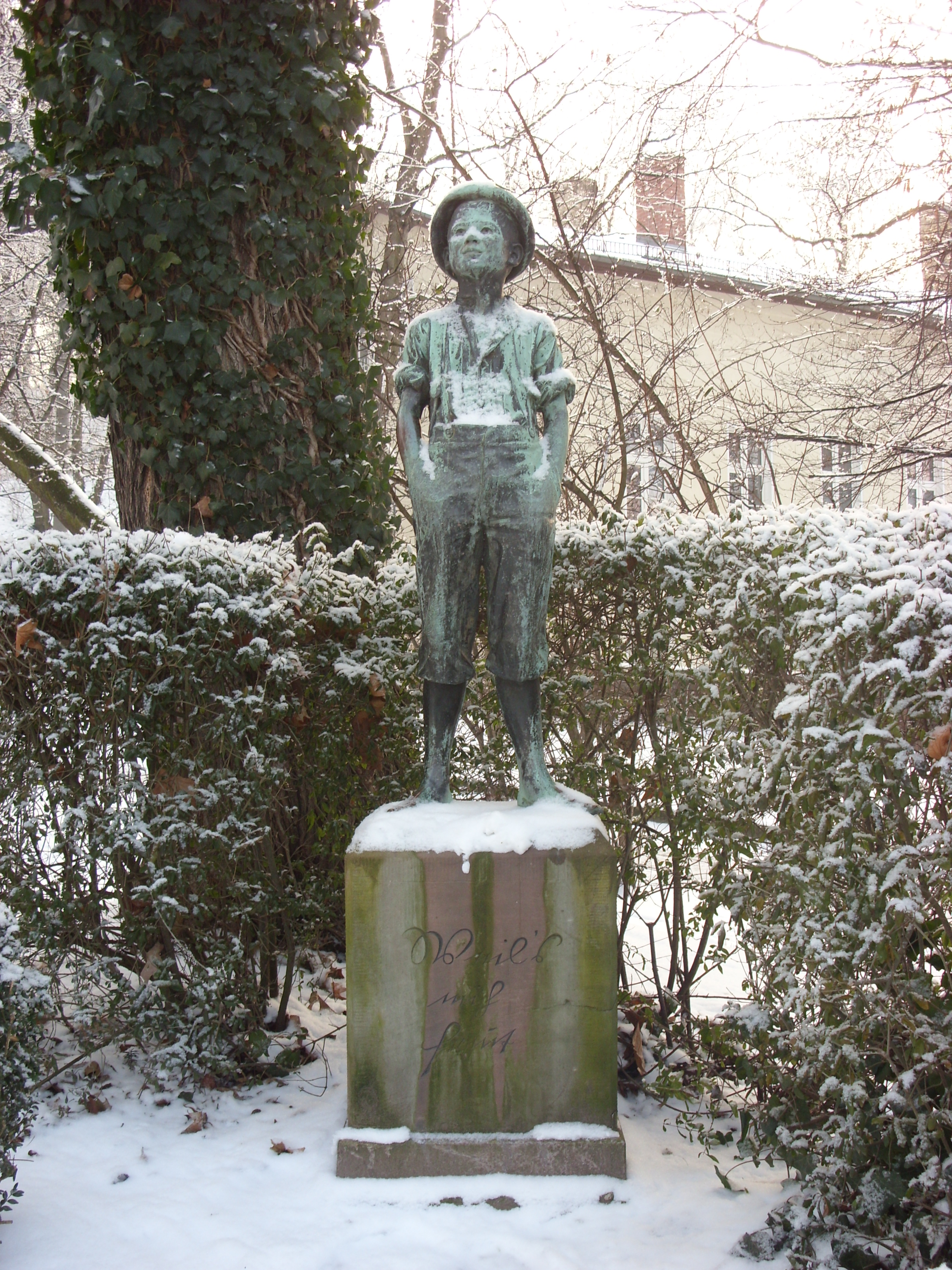
Weißenfelser Stadtjunge

### Stadtjunge
Bei dem Stadtjungen, umgangssprachlich auch Schusterjungen, handelt es sich um eine Skulptur im Bronzegussverfahren. Auftraggeber waren die Brüder Oettler, die Besitzer der örtlichen Brauerei. Geschaffen wurde die Skulptur vom Bildhauer Paul Juckoff aus Schkopau. Vorbild für die Skulptur war der Laufbursche Ernst Hoffmann, der für Juckoff arbeitete. Im Sockel befindet sich die Inschrift Weil's mich freut, diese geht auf die Antwort des Jungen zurück, warum er immer so fröhlich sei. Ursprünglich wurden zwei Skulpturen unterschiedlicher Größe für die Brauereien in Weißenfels und Zeitz geschaffen und 1903 aufgestellt. Durch die Modernisierung der Brauereien aufgrund der Umstellung des Transportwesens drohte besonders der kleine Ernst Schaden zu nehmen. Daher entschieden sich die Brüder Oettler, die Skulpturen den beiden Städten zu schenken. Zu jener Zeit wurde der alte Friedhof zu einem Park umgestaltet und der Stadtjunge erhielt dort seinen neuen Platz. Die Einweihung fand im Jahr 1905 statt. 
Während des Zweiten Weltkriegs sollte kriegswichtiges Material, u. a. auch Bronze, zu Sammelstellen gebracht werden. Ein Mitarbeiter der Stadtverwaltung verhinderte die Einschmelzung der Skulptur, indem er sie nachts absägte und im Leißlinger Forst vergrub. Zum Kriegsende teilte er seinem Neffen die Stelle mit, da er im Sterben lag und wollte, dass die Skulptur wieder aufgestellt wird. Nach Kriegsende grub der Neffe die Skulptur aus und stellte sie in der Nacht wieder auf ihren Sockel zurück. Andere Quellen berichten, dass der Schusteriunge im Keller des Klosters versteckt worden war und erst 1947 dort zufällig wiedergefunden wurde.
Da die Zeitzer Skulptur eingeschmolzen worden war, machte man von der Weißenfelser einen Abdruck und fertigte daraus eine neue Skulptur für Zeitz. 
Von 1985 bis 1987 wurde der Stadtjunge restauriert und anschließend an seinem ursprünglichen Platz, jedoch auf einem neuen Sockel, wieder aufgestellt.

## Quelle
- Kriegerdenkmal Alter Friedhof Weißenfels Online, abgerufen am 26. September 2017.